# Gentiana ettingshausenii
Gentiana ettingshausenii är en gentianaväxtart som beskrevs av Ferdinand von Mueller. Gentiana ettingshausenii ingår i släktet gentianor, och familjen gentianaväxter. Inga underarter finns listade i Catalogue of Life.